# Слэмми
Премия «Слэмми» (англ. Slammy Award) — это концепция, используемая WWE, в рамках которой награды, аналогичные премиям «Оскар» и «Грэмми», вручаются рестлерам и другим сотрудникам WWE, таким как комментаторы и менеджеры. Эта концепция была введена в 1986 году и насчитывает 13 выпусков. Премии представляют собой смесь «серьезного» и «шутливого». Победители получают статуэтку, на которой изображен один рестлер, держащий другого за голову.

## «Слэмми» 2008
Награждение «Слэмми» появилось в 2008 году после длительного перерыва как часть программы WWE по запуску большего количества специальных эпизодов. Шоу проходило в «Ваковия-центре», Филадельфия, Пенсильвания.
| Номинация                      | Представляли номинацию     | Результаты | Результаты |
| ------------------------------ | -------------------------- | --- | ---------- |
| Суперзвезда года               | Стефани Макмэхон           | - Крис Джерико - Батиста - Эдж - Джефф Харди - Джон Сина - Triple H |            |
| Поединок года                  | Мистер Кеннеди и Ив Торрес | - Рик Флэр против Шона Майклза — Рестлмания XXIV [a] - Royal Rumble match — Royal Rumble 2008 - Money in the Bank ladder match: CM Punk против Криса Джерико против Джона Моррисона против MVP против Карлито против Мистера Кеннеди против Шелтона Бенджамина — WrestleMania XXIV - Hell in a Cell match: Гробовщик против Эджа — SummerSlam               |            |
| Дива года                      | Теодор Лонг и Мелина       | - Бет Феникс - Келли Келли - Мишель МакКул - Микки Джеймс |            |
| «O M G!» Moment of the Year    | Joey Styles и Алисия Фокс  | - CM Punk использует Money in the Bank и побеждает Эджа за титул Чемпиона мира в тяжелом весе (выпуск от 30 июня Raw) - Джон Сина возвращается во время Королевской битвы - Флойд Мейвезер бьет Биг Шоу и разбивает ему нос на Нет выхода - Гробовщик посылает Эджа в Ад на SummerSlam                                                                      |            |
| Пара года                      | Кейн и Келли Келли         | - Эдж и Вики Герреро - Сантино Марелла и Бет Феникс - Уильям Ригал и Лейла - Финли и Хорнсвоггл |            |
| Команда года                   | Фестус и Мария             | - Джон Моррисон и Миз - Priceless (Коди Роудс и Тэд Дибиаси) - Крайм Тайм (JTG и Шад Гаспард) - Карлито и Примо |            |
| Finishing Maneuver of the Year | Cryme Tyme и Кэндис Мишель | - Shooting Star Press (Эван Борн)[b] - RKO (Рэнди Ортон) - '[Адский врата (Гробовщик) - Knockout Punch (Биг Шоу) |            |
| «Damn!» Moment of the Year     | Рон Симонс и Микки Джеймс  | - Великий Кали ведет Kiss Cam (SmackDown, November 7) - CM Punk, замаскированный под участника Мариачи оркестра, атакует Чаво Герреро (ECW, 29 января) - Джим Росс одевается в костюм моряка на Хеллоуин (SmackDown, October 31) - Сантино Марелла пробует выполнить выход Мелины (Raw, 1 декабря)                                                          |            |
| Экстремальный момент года      | Мэт Харди и Тифани         | - Джефф Харди делает Swanton Bomb с верхних канатов Рэнди Ортону (Raw, January 14) - Эдж сталкивает Гробовщика с лестницы и тот падает на столы (One Night Stand) - Крис Джерико бросает Шона Майклза через Jeritron 6000 HD (Raw, June 9) - Джон «Брэдшоу» Лэйфилд перекидывает Джона Сину со сцены на лобовое стекло автомобиля (The Great American Bash) |            |
| Best WWE.com Exclusive         | WWE.com                    | - John Morrison and The Miz present «The Dirt Sheet» - Cryme Tyme’s «Word Up!» - Santino’s Casa - Out-think The Fink |            |
| Прорыв года                    | WWE.com                    | - Владимир Козлов - Кофи Кингстон - Эван Борн - Тэд Дибиаси |            |
| Лучшая музыкальная тема        | WWE.com                    | - R-Truth — «What’s Up?» (Smackdown, Sept 15) - Сантино Марелла — «Santino rapping to Akon» (Raw, Nov 17) - Эдж — «Heaven» (Smackdown, Feb 15) - Джон Моррисон и Миз — «Mizfits and Mofos» (The Dirt Sheet, Aug 29) |            |
| Комментатор года               | WWE.com                    | - Тод Гришем и Мэт Страйкер (ECW) - Майкл Коул и Джерри Лоулер (Raw) - Джим Росс и Тазз (Smackdown) |            |
| Лучшее воплощение              | WWE.com                    | - Чарли Хаас as «The GlamaHaas» (Raw, Oct 27) - Чарли Хаас as «Haas Hogan» (Raw, Oct 13) - Чарли Хаас as «Charlie Haas Layfield» (Raw, Sept 8) - Чарли Хаас as «Mr. (Im)Perfect» (Raw, Sept 22) |            |

- a Джон Лэйфилд украл награду Шона Майклза и провозгласил себя победителем в матче против Джона Сины во время The Great American Bash 2008
- b Майк Нокс атаковал Борна и украл награду

## «Слэмми» 2009
Награждение проходило 14 декабря в Корпус-Кристи, Техас. Ведущим был Дэннис Миллер.
| Номинация                                | Представляли номинацию                          | Результаты |
| ---------------------------------------- | ----------------------------------------------- | --- |
| Команда года                             | R-Truth и Джиллиан Холл                         | - Джери-Шоу (Крис Джерико и Биг Шоу) - D-Generation X (Шон Майклз и Triple H) - Наследие (Коди Роудс и Тед Дибиаси) - Династия Харт (Девид Харт Смит и Тайсон Кидд) |
| Прорыв года                              | Теодор Лонг и Тифани                            | - Шеймус - Дрю МакИнтаир - Ёси Тацу - Абрахам Вашингтон |
| Шок года                                 | Вики Герреро и Сантино Марелла                  | - Си Эм Панк вынудил Джефа Харди уйти в отставку после победы в поединке в Железной Клетке - Батиста выступает против своего друга Рея Мистерио - Рэнди Ортон проводит DDT Стефани Макмэхон и вынуждает Triple H смотреть - Шеймус проламывает стол специальным приглашенным ведущим Марком Кьюбаном |
| Поединок года                            | Triple H                                        | - Шон Майклз против Гробовщика — Рестлмания XXV - Поединок с лестницами: Джеф Харди против Эджа — Extreme Rules - Поединок «Я ухожу»: Джон Сина против Рэнди Ортон — Breaking Point - Команда WWE RAW против Команды SmackDown! — Bragging Rights                                                    |
| Специально приглашенный ведущий Raw года | Винс МакМэхон                                   | - Боб Баркер - Оззи Осборн и Шэрон Осборн - Seth Green - Шакил О’Нил |
| Экстремальный момент года                | Карлито, Крис Мастерс и Ив Торрес               | - Джеф Харди прыгает с лестницы на Си Эм Панка на SummerSlam - Кофи Кингстон проводит Бум дроп на стол Рэнди Ортону на арене Мэдисон сквер гарден - Биг Шоу проводит чокслэм Джону Сине в прожектор на шоу Бэклэш - Triple H вторгается в дом Рэнди Ортона                                           |
| Дива года                                | Монтел Вонтевиус Портер и Голдаст               | - Мария Канеллис - Номинированы были все дивы. Победительница определялась путём голосования |
| The «Oh My» Moment of the Year           | Абрахам Вашингтон, Тони Атлас и Биг Дик Джонсон | - Майкла Коула тошнит на Криса Джерико во время празднования 10й годовщины SmackDown! - Крис Мастерс performs special «dancing pecs» routine for Осборнов - Шон Майклз проводит superkick маленькой девочке в кафетерии - Вики Герреро получает тортом в лицо от Сантино Марелла                     |
| Суперзвезда года                         | N/A                                             | - Джон Сина побеждает в турнире за награду «Суперзвезда года» - Рэнди Ортон (проиграл финальный матч Джону Сине в результате удержания) - Гробовщик (проиграл Рэнди Ортону в первом раунде в результате дисквалификации) - Си Эм Панк (проиграл Джону Сине в первом раунде в результате подчинения)  |

Замечание: Мэт Харди принял награду своего брата за Экстремальный момент года.

## «Слэмми» 2010
Шоу проходило 13 декабря в Новом Орлеане.
| Номинация                                       | Представил победителя                            | Результаты |
| ----------------------------------------------- | ------------------------------------------------ | --- |
| Best Performance By a Winged Specimen           | WWE.com                                          | - Raw Chicken |
| Best Use of Exercise Equipment                  | WWE.com                                          | - Роза Мендес использует Shake-Weight |
| Most Menacing Haircut                           | WWE.com                                          | - Тайлер Рекс |
| Best Family Values                              | WWE.com                                          | - Кейн избивает Джека Сваггера-старшего |
| Superstar/Diva Most in Need of Make-up          | WWE.com                                          | - Шеймус |
| Cole in Your Stocking                           | WWE.com                                          | - Дэниель Брайан избивает Майкла Коула в NXT |
| Outstanding Achievement of Baby Oil Application | WWE.com                                          | - Коди Роудс |
| Frequent Tweeter Award                          | WWE.com                                          | - Голдаст |
| Best WWE.com Exclusive TV Show                  | WWE.com                                          | - WWE NXT |
| Most Annoying Catchphrase                       | WWE.com                                          | - Зак Райдер for «Woo Woo Woo You Know It.» |
| Shocker of the Year                             | Дэвид Аркетт                                     | - Дебют Нексус - Миз использует кейс «Деньги в банке» и становится чемпионом WWE - Пол Бирер предаёт Гробовщика - Рэнди Ортон punting Криса Джерико |
| Despicable Me Award                             | Келли Келли и Тайсон Кидд (с Джексоном Эндрюсом) | - СМ Панк поёт «Happy Birthday» дочери Рея Мистерио - Винс МакМэхон атакует Брета Харта - Дрю Макинтайр унижает Теодора Лонга - Кейн хоронит Гробовщика заживо |
| Guest Star Shining Moment of the Year           | Сантино Марелла и Владимир Козлов                | - Пи-Ви Херман против Миза - Майк Тайсон нокаутирует Криса Джерико - Уэйд Бреди получает RKO от Рэнди Ортона - Уильям Шетнер поёт WWE Entrances |
| Holy %&^*%&* Move of the Year                   | Джерри Лоулер и Вики Герреро                     | - Джон Сина пробивает Батистой пол сцены, выполнив приём Attitude Adjustment - Джон Моррисон прыгает во время Hell in a Cell на Дэниеля Брайана и Миза - Кофи Кингстон выполняет легдроп с лестницы на Дрю Макинтайра, лежащего на комментаторском столе - Рэнди Ортон выполняет RKO летящему Эвану Борну     |
| WWE Universe Fan Reaction of the Year           | Дэвид Аркетт                                     | - «Злая девочка Миза» Кэйли - Женщина плачет во время прощальной речи Шона Майклза - Шокированный мужчина во время шоу Smackdown! Money In The Bank PPV . - Шокированный ребёнок проигрышем Джоном Синой Уэйду Барретту на шоу Hell In A Cell 2010 PPV ,после чего Сина вынужден был присоединиться к Нексусу |
| «Oh Snap» Meltdown of the Year                  | Эдж и Кристиан                                   | - Эдж разбивает компьютер генерального менеджера Raw - Биг Шоу уничтожает спортивные награды Джэка Сваггера - Альберто Дель Рио травмирует руку Рея Мистерио стальным стулом - Батиста увольняется из WWE |
| Knucklehead Moment of the Year                  | JTG и Уильям Ригал                               | - Lay-Cool (Лейла Эл и Мишель МакКул) терпят поражение от Мэй Янг - Биг Шоу снимает маску с лысого СМ Панка - Бет Феникс выбивает Великого Кали с Королевской битвы - Сантино Марелла обучает танцами Владимира Козлова                                                                                       |
| «And I Quote …» Line of the Year                | Майкл Коул                                       | - Майкл Коул |
| WWE Diva of the Year                            | N/A                                              | - Мишель МакКул[b] |
| WWE Moment of the Year                          | Биг Шоу                                          | - Гробовщик против Шона Майклза в последнем поединке для Майклза - Уэйд Барретт увольняет Джона Сину - Шеймус аттакует Triple H - Крис Джерико против Эджа на Рестлмании XXVI |
| Superstar of the Year[a]                        | Теодор Лонг                                      | - Джон Сина - Рэнди Ортон - Эдж - Рей Мистерио - Кейн - Миз |

- a Был определён путём онлайн голосования
- b Королевская Битва проходила на арене Raw. В ней участвовали все дивы WWE, включая Вики Герреро. Победитель поединка был назван «Дивой года»

Красным ██ и «Raw» обозначены дивы Raw, а синим ██ и «SD» — дивы SmackDown.
| Дива          | Бренд     | Номер выбывания | Кем был выбит   |
| ------------- | --------- | --------------- | --------------- |
| Алисия Фокс   | Raw       | 13              | Наталья         |
| Бет Феникс    | SmackDown | 11              | Мишель Маккул   |
| Бри Белла     | Raw       | 6               | Лей-Кул         |
| Ив Торрес     | Raw       | 5               | Алисия Фокс     |
| Гейл Ким      | Raw       | 12              | Наталья         |
| Кейтлин       | SmackDown | 1               | Тамина          |
| Келли Келли   | SmackDown | 8               | Лейла           |
| Лейла         | SmackDown | 10              | Бет Феникс      |
| Марис         | Raw       | 7               | Наталья         |
| Мелина        | Raw       | 9               | Бет Феникс      |
| Мишель Маккул | SmackDown | Победитель      | N/A             |
| Наталья       | Raw       | 14              | Мишель Маккул   |
| Никки Белла   | Raw       | 4               | Ив Торрес       |
| Роза Мендес   | SmackDown | 2               | Тамина          |
| Тамина        | Raw       | 3               | Близняшки Белла |

## «Слэмми» 2011
Шоу прошло 12 декабря 2011 года в Норфолке, Виргиния.
| Номинация                                     | Представил победителя             | Результат |
| --------------------------------------------- | --------------------------------- | --- |
| «Tell Me I Did NOT Just See That» Момент года | Букер Т и Хорнсвоггл              | - Джим Росс выиграл танцевальный конкурс - Сантино Марелла почти выиграл Королевскую битву - Миз пародировал Скалу - R-Truth атакован «Маленьким Джимми» |
| !@#$ Прием Года                               | Мик Фоли и Тэд Дибиаси            | - Биг Шоу и Марк Генри проломили ринг на Vengeance - Шеймус пробил Син Карой лестницу на Money in the Bank - Рэнди Ортон провел РКО Кристиану в полете на стельные ступеньки на Summerslam - Эван Борн провел «Air Bourne» на соперников с лестницы на Money in the Bank           |
| «Pipe Bomb» года                              | Road Dogg                         | - СМ Панк |
| «Дивский» момент года                         | Лита                              | - Келли Келли выиграла титул чемпионки див - Наталья провела «Снайпер» Ив и Лейле - Карма дебютировала на Extreme Rules - Бет Феникс провела Ив Торрес Glam Slam с верхних канатов на Survivor Series                                                                              |
| OMG Момент Года                               | Сантино Марелла и Близняшки Белла | - Triple H провел «Могильную плиту» Гробовщику на Рестлмании XXVII - Скала провел «Подножье скалы» Джону Сине на Рестлмании XXVII - Суперзвезды и работники WWE оставляют Triple H на Raw - СМ Панк выигрывает титул чемпиона WWE на Money at the Bank и покидает WWE вместе с ним |
| #Самая обсуждаемая Суперзвезда года           | Дэвид Отунга и Тони Атлас         | - Зак Райдер - Коди Роудс - Дэниел Брайан - Дольф Зигглер |
| Game Changer года                             | Кристиан                          | - Джон Сина против Рока на Рестлмания XXVIII - Винс Макмэн отстранен от должности главы WWE - Эдж завершает карьеру - Кевин Нэш возвращается на SummerSlam |
| WWE A-lister года                             | Викки Герреро и Голдаст           | - Снуки - Маппеты - Хью Джекман - Cee-Lo Green |
| Суперзвезда года[a]                           | Рей Мистерио                      | - СМ Панк - Джон Сина - Рэнди Ортон - Марк Генри - Альберто Дель Рио - Миз |

- a Голосование проводилось онлайн на официальном сайте WWE

## «Слэмми» 2012
Шоу прошло 17 декабря 2012 года в Филадельфии, Пенсильвания
| Номинация                                     | Представил победителя                     | Результат |
| --------------------------------------------- | ----------------------------------------- | --- |
| «Tell Me I Did NOT Just See That» Момент года | Букер Т                                   | - Юркость Кофи Кингстона на Royal Rumble - Удар Брэда Мэддокса Райбеку ниже пояса на HIAC. - Выигрыш Мирового титула Шимусом за 18 секунд на Рестлмании. - Нападение СМ Панка на Скалу на 1000-м RAW.                              |
| Возвращение года                              | Дорожный Пёс и Билли Ганн                 | - Джерри Лоулер после инфаркта - Брок Леснар на RAW и F5 Джону Сине - Возвращение Криса Джерико - Воссоединение DX на 1000-м RAW                                                                                                   |
| Поцелуй года                                  | Вики Герреро                              | - Эй Джей и Джон Сина. - Эй Джей и СМ Панк - Эй Джей и Кейн - Эй Джей и Дэниел Брайан |
| Суперзвезда года                              | Рик Флэр                                  | - Джон Сина - Шимус - Биг Шоу - СМ Панк |
| LOL момент года                               | Сантино Марелла и Тенсай                  | - Скала и его видеообращение перед Рестлманией, посвященное Джону Сине - Anger Managment Кейна и Дэниела Брайана - Рэнди Ортон облил Рикардо Родригеса супом - Вики Герреро показывает Бродусу Клэю как надо танцевать, и наоборот |
| Хэштег года                                   | Зак Райдер и Лейла                        | - #FeedMeMore - #PeoplePower - #LittleJimmy - #WooWooWooYouKnowIt |
| Прорыв года                                   | Шимус                                     | - Райбек - Антонио Сезаро - Бродус Клэй - Дэмьен Сендоу |
| Матч Года                                     | Рикки Стимбот и Джим Росс и Джин Окерлунд | - Triple H против Гробовщика на Рестлмании XXVIII - Брок Леснар против Джона Сины на Extreme Rules 2012 - Шимус против Биг Шоу на Hell In a Cell 2012 - Скала против Джона Сины на Рестлмании XXVIII                               |

## «Слэмми» 2013
Церемония награждения прошла 9 декабря 2013 года в Сиэтле (штат Вашингтон). Ведущими церемонии были член Зала Славы WWE Букер Ти и Джерри Лоулер.
| Номинация                            | Представляли номинацию                             | Результаты |
| ------------------------------------ | -------------------------------------------------- | --- |
| Приём года                           | WWE.com                                            | - Роман Рейнс — Гарпун - Дэниел Брайан — Удар коленом с разбегу - Эй Джей — Чёрная вдова - Антонио Сезаро — Сезаро свинг |
| Группировка года                     | WWE.com                                            | - Щит (Дин Эмброус, Сет Роллинс и Роман Рейнс) - Семья Уайеттов (Брей Уайетт, Люк Харпер и Эрик Роуан) - Настоящие Американцы (Джек Сваггер, Антонио Сезаро и Зеб Кольтер) - 3MB (Хит Слейтер, Джиндер Махал и Дрю Макинтайр) |
| «Ты всё ещё можешь» Возвращение года | WWE.com                                            | - Голдаст - Роб Ван Дам - Близняшки Белла (Никки и Бри) - Бруно Саммартино - Крис Джерико |
| Пара года                            | WWE.com                                            | - Дэниел Брайан и Бри Белла - Triple H и Стефани Макмэхон - Фанданго и Саммер Рэй - Тайсон Кидд и Наталья - Джон Сина и Никки Белла - Наоми и Джимми Усо |
| Команда года                         | WWE.com                                            | - Коди Роудс и Голдаст - Щит (Сет Роллинс и Роман Рейнс) - The Prime Time Players (Даррен Янг и Тайтус О’Нил) - Усос (Джимми и Джей Усо) - Настоящие Американцы (Джек Сваггер и Антонио Сезаро) |
| Подвиг силы года                     | WWE.com                                            | - Марк Хенри тянет два грузовика голыми руками - Антонио Сезаро вращает Великого Кали - Райбек Shell Shocks Марка Хенри - Щит (Дин Эмброус, Сет Роллинс и Роман Рейнс) делают тройную павербомбу Биг Шоу |
| «Что ты сказал?» Цитата года         | WWE.com                                            | - «One stipulation: I’m in my boys' corner and I’ll be your huckleberry all night long.» — Дасти Роудс - «Paul, say somethin' stupid» — Брок Леснар - «Rise above THIS» — Дэмиен Сэндоу - «The „Paulcano“ eruption» — Пол Хейман |
| Лучшие танцевальные движения года    | WWE.com                                            | - The Funkadactyls (Наоми и Кэмерон) - Фанданго - R-Truth - Саммер Рэй - Великий Кали - Miz-co Inferno |
| Любимое веб-шоу годаr                | WWE.com                                            | - The JBL and Cole Show - WWE Inbox - 30-Second Fury - WWE Top 10 |
| Лучшая аудитория года                | WWE.com                                            | - Raw после Рестлмании 29 (Ист-Ратерфорд, Нью-Джерси) - WWE Payback (Чикаго, Иллинойс) - SummerSlam (Лос-Анджелес, Калифорния) - Raw в Англии (Лондон, Англия 22 апреля) |
| Фраза года                           | WWE.com                                            | - «YES! YES! YES!» — Дэниел Брайан - «That’s What I Do» — Марк Хенри - «FAAAAAHHNNNN…DAAAAHHHHNNN…GO» — Фанданго - «Follow the Buzzards» — Брей Уайетт - «We the People» — Настоящие Американцы (Джек Сваггер, Антонио Сезаро и Зеб Кольтер) - «Believe in The Shield» — Щит (Дин Эмброус, Сет Роллинс и Роман Рейнс)                                                                             |
| Хэштег года                          | Коди Роудс и Голдаст (Pre-Show)                    | - Щит #BelieveInTheShielda - The Authority’s #BestForBusiness - The Wyatt Family’s #FollowTheBuzzards - The Real Americans' #WeThePeople |
| Это невероятно! Момент года          | Кристиан (Pre-Show)                                | - Биг Шоу нокаутирует Triple H на Raw - Дольф Зигглер использует контракт Money in the Bank на Альберто Дель Рио и становится чемпионом мира в тяжёлом весе на Raw - Кофи Кингстон спасается от выбывания используя стул JBL на Королевской битве - Дэниел Брайан завоёвывает свой второй титул чемпиона WWE, победив Рэнди Ортона на шоу Night of Champions                                      |
| Прорыв года                          | Джон Лауринайтис (Pre-Show)                        | - Щит (Дин Эмброус, Сет Роллинс и Роман Рейнс)a - Семья Уайеттов (Брей Уайетт, Люк Харпер и Эрик Роуэн) - Биг И Лэнгстон - Фанданго (с Саммер Рэй) |
| Борода Года                          | Сантино Марелла (Pre-Show)                         | - Дэниел Брайанb - Дэмиен Сэндоу - Семья Уайеттов (Брей Уайетт, Люк Харпер и Эрик Роуэн) - Зеб Кольтер |
| LOL! Момент года                     | The New Age Outlaws (Билли Ганн и Дорожный Пёс     | - Концерт Скалы во время 20-й годовщины Raw (14 января)c - Вики Герреро увольняют с поста генерального менеджера Raw (8 июля) - Тайтус О’Нил набрасывается на JBL, Майкла Коула и Зеба Кольтера на SmackDown (29 ноября 9) - Великий Кали и Джиндер Махал пытаются загипнотизировать кобру Сантино на SmackDown (27 сентября)                                                                     |
| Подстава года                        | Щит (Дин Эмброус, Сет Роллинс и Роман Рейнс)       | - Шон Майклз набрасывается на Дэниела Брайана, что стоит тому титула чемпиона WWE на Hell in a Cell. - Triple H набрасывается на Дэниела Брайана, что стоит тому титула чемпиона WWE на SummerSlam. - Марк Хенри набрасывается на Джона Сину во время «ухода на пенсию» Хенри - Пол Хейман набрасывается на СМ Панка, что стоит тому контракта на бой за титул чемпиона WWE на Money in the Bank. |
| Дива года                            | Ив Торрес                                          | - Близняшки Белла (Никки и Бри Белла) - Эй Джей - The Funkadactyls (Наоми и Кэмерон) - Наталья - Кейтлин - Ева Мари |
| Суперзвезда года                     | Шон Майклз                                         | - Дэниел Брайан - Джон Сина - Рэнди Ортон - СМ Панк - Биг Шоу - Брок Леснар |
| Fan Participation of the Year        | The Prime Time Players (Даррен Янг и Тайтус О’Нил) | - Yes! Yes! Yes! - Fandango-ing - Let’s go Cena/Cena sucks! - What’s up! |
| Оскорбление года                     | Миз                                                | - Стефани Макмэхон оскорбляет Биг Шоу - Эй Джей сбегает от «Total Divas» - Пол Хейман оскорбляет СМ Панка - оскорбления Зеба Кольтера |
| Экстремальный момент года            | Мик Фоли                                           | - СМ Панк мстит Полу Хейману на Hell in a Cell - Щит исполняют тройную павербомбу на Гробовщике на SmackDown (April 26) - Райбек гарпунит Джона Сину через LED табло на Extreme Rules - Семья Уайеттов избивает Кейна на SummerSlam |
| Матч года                            | Брет Харт                                          | - Джон Сина против Скалы за титул чемпиона WWE — WrestleMania 29 - Гробовщик против СМ Панка — WrestleMania 29 - Коди Роудс и Голдаст против Щита (Дин Эмброус, Сет Роллинс и Роман Рейнс) — WWE Battleground - Матч в стальной клетке: Triple H против Брока Леснара — Extreme Rules |

- a Щит не смогли получить награду из-за того, что Эмброус готовился к матчу против СМ Панка
- b Брайан не смог получить награду из-за того что готовился к бою с Фанданго
- c Вики Герреро приняла наград, так как Скала пел о её «красоте»

## «Слэмми» 2014
Церемония награждения прошла 8 декабря 2014 года в Гринвилл (Южная Каролина). Ведущими церемонии были член Зала Славы WWE Букер Ти и Джерри Лоулер. Приглашенная звезда Сет Грин.
| Номинация                                           | Представляли номинацию        | Результаты |
| --------------------------------------------------- | ----------------------------- | --- |
| Чант года                                           | WWE.com                       | - You Sold Out - Nine Ninety-Nine - We the People - I’m Afraid I’ve Got Some Bad News - He’s Got the Whole World in his Hands |
| Предательство года                                  | WWE.com                       | - Сет Роллинс предает The Shield и вступает в The Authority на RAW (2 июня) - Рэнди Ортон предает The Authority на RAW (3 ноября) - Никки Белла предает Бри Беллу на Summer Slam - Марк Генри предает своего друга Биг Шоу на RAW (27 октября) |
| Животное года                                       | WWE.com                       | - Кролик из Rosebuds - Мини-Гатор - Эль Торито - Grumpy Cat |
| Лучший актёр                                        | WWE.com                       | - Скала - Миз - Батиста - Дэмиен Миздоу |
| Tweet It!Лучший твиттер                             | WWE.com                       | - @HEELZiggler - @JohnCena - @ZackRyder - @Ryback22 - @BellaTwins |
| Соперничество года                                  | WWE.com                       | - Дэниел Брайан против The Authority - The Shield (Сет Роллинс, Роман Рейнс, Дин Эмброус) против Evolution (Triple H, Батиста, Рэнди Ортон) - Брок Леснар против Джона Сины - Русев против США - Сет Роллинс против Дина Эмброуса |
| Звезда RAW                                          | WWE.com                       | - Хью Джекман - Ларри-кабельщик - Джерри Спрингер - Кевин Харт - Бетти Уайт |
| Лучшая пара года                                    | WWE.com                       | - Дэниел Брайан и Бри Белла - Triple H и Стефани Макмэн - Джимми Усо и Наоми - Тайсон Кидд и Наталья |
| Группировка года                                    | WWE.com                       | - The Shield (Сет Роллинс, Роман Рейнс, Дин Эмброус) - The Authority - The Wyatt Family (Брэй Уайатт, Люк Харпер, Эрик Роуэн ) - The Rosebuds |
| Звезда ростера NXT                                  | WWE.com                       | - Сами Зейн - Невилл - Тайлер Бриз - The Ascension (Виктор и Коннор) |
| Антигравитационный момент года                      | WWE.com                       | - Сет Роллинс прыжок с титатрона на Payback - Красная стрела Невилла - Дин Эмброус прыжок на дровосеков на Summer Slam - Кофи Кингстонна Royal Rumble |
| «Tell Me You Didn’t Just Say That» Оскорбление года | Букер Ти и Рене Янг(Pre-Show) | - Скала оскорбляет Русева и Лану на RAW (6 октября) - Никки Белла желает смерти Бри Беллена RAW (25 августа) - Пол Хейман оскорбляет Джона Сину на RAW (11 августа) - Крис Джерико оскорбляет The Authority после ареста Стефани Макмэнна RAW (28 июля) |
| Таг-команда года                                    | Рене Янг(Pre-Show)            | - Братья Усо - Братья Роудсы - Los Matadores - Slater Gator (Тайтус O’Нил и Хит Слейтер - Миз и Дэмиен Миздоу |
| Прорыв года                                         | Рене Янг(Pre-Show)            | - Дин Эмброус - Русев с Ланой - Роман Рейнс - Пэйдж - Сет Роллинс |
| Хештег года                                         | Рене Янг(Pre-Show)            | - #RKOOuttaNowhere (Vines) - #OccupyRaw (10 марта) - #MoscowMooseKnuckle (6 октября) - #EatSleepSuplexRepeat (18 августа) - #NineNinetyNine (WWE Network) |
| Это Шикарно! Момент года                            | Сет Грин                      | - Дебют Стингана Survivor Series - Движение YES!!! на RAW 10 марта - Арест Стефани Макмэнна RAW 21 июля - Встреча Халк Хогана, Скалы и Стив Остина на WrestleMania XXX |
| OMG! Самый шокирующий момент года                   | Сантино Марелла               | - Брок Леснар прервал стрик Гробовщика на WrestleMania XXX - Сет Роллинс предал The Shield на RAW (2 июня) - Брэй Уайатт нападает на Джона Сину в стальной клетке на RAW 28 апреля - Никки Белла предает Бри Беллу на Summer Slam |
| Неожиданное возвращение года                        | Джон Лауринайтис              | - Последний Воин появляется на церемонии введения в Зал Славы на WrestleMania XXX - Халк Хоган возвращается в качестве гостя на RAW 24 февраля - Батиста возвращается на RAW 20 января - Скала возвращается чтобы прервать Русев с Ланой на RAW 6 октября |
| Дива года                                           | Джерри Лоулер                 | - Эй Джей Ли - Пэйдж - Никки Белла - Бри Белла |
| LOL Момент года                                     | Адам Роуз                     | - Дэмиен Миздоу в роли двойника Миза - Мистер Ти на церемонии введения в Зал Славы - Вики Герреро бросает Стефани Макмэн в бассейн с пудингом на RAW 23 июня - Мини-Гатор и Эль Торито на Extreme Rules |
| Матч года                                           | Рикки Стимбот                 | - Team Cena (Джон Сина, Дольф Зиглер, Биг Шоу, Райбек и Эрик Роуэн ) против The Authority (Сет Роллинс, Кейн, Люк Харпер, Русев и Марк Генри) в матче 5-на-5 на Survivor Series - Дэниел Брайан, Батиста и Рэнди Ортон в матче тройной угрозы на WrestleMania XXX - The Shield (Сет Роллинс, Роман Рейнс, Дин Эмброус) против Evolution (Triple H, Батиста, Рэнди Ортон) на Extreme Rules - Джон Сина против Брэя Уайатта на Payback |
| Экстремальный момент года                           | Роб Ван Дам                   | - Крис Джерико прыгает на Брэя Уайатта с вершины стальной клетки на RAW 8 сентября - Брок Леснар делает 16 немецких суплексов Джону Сине на Summer Slam - Кейн делает гробовую плиту Дэниелу Брайану на стол, пол и стальные ступеньки на RAW 21 апреля - Сет Роллинс делает кёрб стомп Дину Эмброусу на бетонные блоки |
| Суперзвезда года                                    | Букер Ти                      | - Роман Рейнс - Сет Роллинс - Дин Эмброус - Брок Леснар - Джон Сина - Дэниел Брайан - Брэй Уайатт |

## Слэмми 2024
21 марта 2024 года было объявлено, что в уик-енд WrestleMania XL состоится церемония вручения премий «Слэмми.» — традиционные награды, которые с перерывами вручают рестлерам с 1986 года. С 22 по 27 марта на официальном сайте WWE.com, проходило голосование в разных номинациях премии, которые определяли фанаты путем голосования на сайте, а сами победители были объявлены 7 апреля в WWE World на церемонии, которую проводили Кэти Келли и Биг И.
Победители в номинациях указаны первыми, выделены жирным шрифтом.
| Номинация                         | Представляли номинацию                      | Результаты |
| --------------------------------- | ------------------------------------------- | --- |
| Выход года                        | Уэйд Барретт                                | - Коди Роудс - Роман Рейнс - Бьянка Белэр - Сет Фрикинг Роллинс - Рея Рипли - Бекки Линч - Рок - "Грязный" Доминик Мистерио выход на WrestleMania 39 |
| Матч года                         | Габриэль "Пушистый" Иглесиас                | - Шарлотт Флэр (c) против Реи Рипли в матче за титул WWE SmackDown Women's Championship на WrestleMania 39 - Бэд Банни против Дамиана Приста в матче по правилам Сан-хуанская уличная драка на Backlash 2023 года - Роман Рейнс (c) против Сами Зейна в матче за титул Неоспоримого чемпиона Вселенной WWE (объединённые в два титула Мировой и Вселенной) на Elimination Chamber 2023 года - Гюнтер (c) против Чеда Гейбла в матче за титул Интерконтинентального чемпиона WWE на Raw (4 сентября 2023) - Аска (c) против Бьянки Белэр против Шарлотты Флэр в матче тройной угрозы за титул Чемпионство WWE среди женщин на SummerSlam 2023 года (c) - Чемпион в момент матча |
| Прорыв года                       | Габриэль "Пушистый" Иглесиас и Шарлотт Флэр | - Эл Эй Найт - Джей Усо - Тиффани Стрэттон - Смертельно красивые (Элтон Принс и Кит Уилсон) - Дракон Ли |
| Звезда года NXT                   | Букер Ти                                    | - Тиффани Стрэттон - Илья Драгунов - Кармело Хейс - Лайра Валькирия - Брон Брейккер |
| Противостояние года               | Тиффани Стрэттон и Сэл Вулкано              | - Роман Рейнс против Коди Роудса - Сет Фрикинг Роллинс против Дрю Макинтайра - "Грязный" Доминик Мистерио против Рея Мистерио - Бьянка Белэр против группировки Контроль повреждений (Бейли, Дакота Кай и Ийо Скай) - R-Truth против группировки Судный день (Дамиан Прист, "Грязный" Доминик Мистерио, Финн Балор, Джей Ди Макдона и Рея Рипли) |
| Группировка года                  | Ник Алдис и Адам Пирс                       | - Группировка Судный день (Дамиан Прист, "Грязный" Доминик Мистерио, Финн Балор, Джей Ди Макдона и Рея Рипли) - Академия Альфа (Акира Тодзава, Чед Гейбл, Максин Дюпри, и Отис) - Империум (Джованни Винчи, Гюнтер и Людвиг Кайзер) - The Bloodline (Джимми Усо, Пол Хейман, Роман Рейнс, Соло Сикоа, и Рок) - Контроль повреждений (Бейли, Дакота Кай и Ийо Скай) |
| Звезда соцсетей                   | Байрон Сакстон и Кайла Сакстон              | - Дрю Макинтайр - Грейсон Уоллер - Логан Пол - Челси Грин - Лив Морган |
| Женщина-рестлер года              | Ксавье Вудс и Кофи Кингстон (Новый день)    | - Реи Рипли - Бьянки Белэр - Бейли - Ийо Скай - Бекки Линч |
| Мужчина-рестлер года              | Ксавье Вудс и Кофи Кингстон (Новый день)    | - Коди Роудс - Роман Рейнс - Сет Фрикинг Роллинс - Гюнтер - Джей Усо |
| ОМГ - момент года                 | Сэм Робертс и Меган Морант                  | - Си Эм Панк вернулся в WWE на шоу Survivor Series: WarGames 2023 - Рей Мистерио ударил по лицу "Грязного" Доминика Мистерио на бренде SmackDown ( выпуск от 23 марта, 2023 года) - Ийо Скай кешет свой контракт Money in the Bank на главном шоу лета SummerSlam 2023 - Рок ударил по лицу Коди Роудса во время пресс-конференции посвященной WrestleMania XL - Группировка Контроль повреждений (Аска, Ийо Скай и Каири Сэйн) избивают и выгоняют Бейли из группировки на бренде SmackDown (выпуск от 2 февраля, 2024) - Коди Роудс ударил по лицу Рока на бренде SmackDown (выпуск от 8 марта, 2024)                                                                        |
| Возвращение года                  | Кэти Келли и Биг И                          | - Си Эм Панк вернулся на шоу Survivor Series: WarGames 2023 - Рок вернулся на шоу (Day 1 2024) - Ная Джакс вернулась на бренд Raw (выпуск от 11 сентября, 2023) - Рэнди Ортон вернулся на шоу Survivor Series: WarGames 2023 - Наоми вернулась на шоу Royal Rumble 2024 |
| Mic Drop (падение микрофона) года | Сайт WWE.com                                | Пол Хейман рассказывает Коди Роудсу о том, что его отец, Дасти Роудс, сказал ему, то что "Роман Рейнс был тем сыном, о котором он всегда мечтал" на выпуске Raw (6 февраля 2023) |
| Фан-чант года                     | Сайт WWE.com                                | "Yeah!" - Эл Эй Найт |
| Наряд года                        | Сайт WWE.com                                | Сет Фрикинг Роллинс |
| Злодей года                       | Сайт WWE.com                                | "Грязный" Доминик Мистерио |
| Трэш-токер года                   | Сайт WWE.com                                | Рок |